# Elektrontäthet
Elektrontäthet är inom plasmafysiken det viktigaste måttet på ett plasmas täthet. Elektrontätheten anger hur många fria elektroner (alltså inte bundna i atomer) det finns per volymsenhet. Eftersom plasmat normalt är kvasineutralt ger elektrontätheten också ett mått på jontätheten, under förutsättning att alla joner är positivt laddade. Ofta används därför ordet plasmatäthet synonymt med elektrontäthet. Den oftast använda beteckningen för elektrontäthet är {\displaystyle n_{e}}. SI-enheten är m-3 (uttalat "per kubikmeter"), men ofta är enheten cm-3 (uttalat "per kubikcentimeter") bekvämare att använda.